# Número real

Recta real, en la que todos y cada uno de sus puntos se corresponden biunívocamente con un número real, estableciéndose una Biyección, inyección y sobreyección.

 En matemáticas, el conjunto de los números reales (denotado por R o por ℝ) incluye tanto los números racionales (positivos, negativos y el cero) como los números irracionales; y en otro enfoque, a los trascendentes y a los algebraicos. Los irracionales y los trascendentes no se pueden expresar mediante una fracción de dos enteros con denominador no nulo; tienen infinitas cifras decimales aperiódicas, tales como {\displaystyle {\sqrt {5}}}, π, o el número real {\displaystyle \log(2)}, cuya trascendencia fue enunciada por Euler en el siglo XVIII.

Diferentes clases de números reales

Los números reales pueden ser descritos y construidos de varias formas, algunas simples, aunque carentes del rigor necesario para los propósitos formales de las matemáticas, y otras más complejas, pero con el rigor necesario para el trabajo matemático formal.
Durante los siglos XVI y XVII, el cálculo avanzó mucho aunque carecía de una base rigurosa, puesto que en aquel momento prescindían del rigor y fundamento lógico, tan exigente en los enfoques teóricos de la actualidad, y se usaban expresiones como «pequeño», «límite», «se acerca» sin una definición precisa. Esto llevó a una serie de paradojas y problemas lógicos que hicieron evidente la necesidad de crear una base rigurosa para la matemática, que consistió en definiciones formales y rigurosas (aunque ciertamente técnicas) del concepto de número real. En una sección posterior se describirán dos de las definiciones precisas más usuales actualmente: clases de equivalencia de sucesiones de Cauchy de números racionales y cortes de Dedekind.

## Historia

Ojo de Horus o Udyat, que representa un sistema de cuantificación mediante números racionales de las partes de un todo.

Los egipcios dieron origen por primera vez a las fracciones comunes alrededor del año 1000 a. C.; alrededor del 500 a. C. un grupo de matemáticos griegos liderados por Pitágoras se dio cuenta de la necesidad de los números irracionales. Los números negativos fueron ideados por matemáticos indios cerca del 600, posiblemente reinventados en China poco después, pero no se utilizaron en Europa hasta el siglo XII, si bien a finales del XVIII Leonhard Euler descartó las soluciones negativas de las ecuaciones porque las consideraba irreales. En ese siglo, en el cálculo se utilizaban números reales sin una definición precisa, cosa que finalmente sucedió con la definición rigurosa hecha por Georg Cantor en 1871.
En realidad, el estudio riguroso de la construcción total de los números reales exige tener amplios antecedentes de teoría de conjuntos y lógica matemática. Fue lograda la construcción y sistematización de los números reales en el siglo XIX por dos grandes matemáticos europeos utilizando vías distintas: la teoría de conjuntos de Georg Cantor (encajamientos sucesivos, cardinales finitos e infinitos), por un lado, y el análisis matemático de Richard Dedekind (vecindades, entornos y cortaduras de Dedekind). Ambos matemáticos lograron la sistematización de los números reales en la historia, no de manera espontánea, sino utilizando todos los avances previos en la materia: desde la antigua Grecia y pasando por matemáticos como Descartes, Newton, Leibniz, Euler, Lagrange, Gauss, Riemann, Cauchy y Weierstrass.

### Evolución del concepto de número
Se sabe que los egipcios y babilónicos hacían uso de fracciones (números racionales) en la resolución de problemas prácticos. Sin embargo, fue con el desarrollo de la matemática griega cuando se consideró el aspecto filosófico de número. Los pitagóricos descubrieron que las relaciones armónicas entre las notas musicales correspondían a cocientes de números enteros, lo que les inspiró a buscar proporciones numéricas en todas las demás cosas, y lo expresaron con la máxima «todo es número».
En la matemática griega, dos magnitudes son conmensurables si es posible encontrar una tercera tal que las primeras dos sean múltiplos de la última, es decir, es posible encontrar una unidad común para que las dos magnitudes tengan una medida entera. El principio pitagórico de que todo número es un cociente de enteros, expresaba en esta forma que cualesquiera dos magnitudes deben ser conmensurables.
Sin embargo, el ambicioso proyecto pitagórico se tambaleó ante el problema de medir la diagonal de un cuadrado o la hipotenusa de un triángulo rectángulo, pues no es conmensurable respecto de los catetos. En notación moderna, un triángulo rectángulo cuyos catetos miden 1, tiene una hipotenusa que mide raíz cuadrada de dos, {\displaystyle {\sqrt {2}}}:

Si por hipótesis {\displaystyle {\sqrt {2}}={\frac {p}{q}}} es un número racional {\displaystyle {\frac {p}{q}}} y está reducido, entonces {\displaystyle 2={\frac {p^{2}}{q^{2}}}} de donde {\displaystyle 2q^{2}=p^{2}}.
Si se supone que {\displaystyle p} o {\displaystyle q} tienen un dos en su descomposición entonces estaría al cuadrado y por tanto sería una cantidad par en un lado de la igualdad cuando al otro lado es impar.
Por tanto, la suposición que {\displaystyle {\sqrt {2}}} es un número racional debe ser falsa.

Surgió entonces una contradicción: de acuerdo con el principio pitagórico todo número es racional, pero la hipotenusa de un triángulo rectángulo isósceles no es conmensurable con los catetos. Ello implicó que en adelante las magnitudes geométricas y las cantidades numéricas tendrían que tratarse por separado, lo que tuvo consecuencias en el desarrollo de la matemática durante los dos milenios siguientes.
Los griegos desarrollaron una geometría basada en comparaciones (proporciones) de segmentos sin hacer referencia a valores numéricos, usando diversas teorías para manejar el caso de medidas inconmensurables, como la teoría de proporciones de Eudoxo. Así, los números irracionales permanecieron a partir de entonces excluidos de la aritmética puesto que solo podían ser tratados mediante el método de infinitas aproximaciones. Por ejemplo, los pitagóricos encontraron (en notación moderna) que si a⁄b es una aproximación a √2 entonces p = a + 2b y q = a + b son tales que p⁄q es una aproximación más precisa. Repitiendo el proceso nuevamente se obtienen mayores números que dan una mejor aproximación.
Dado que las longitudes que expresan los números irracionales podían ser obtenidas mediante procesos geométricos sencillos pero, aritméticamente, solo mediante procesos de infinitas aproximaciones, originó que durante 2000 años la teoría de los números reales fuese esencialmente geométrica, identificando los números reales con los puntos de una línea recta.
Nuevos avances en el concepto de número real esperaron hasta los siglos XVI y XVII, con el desarrollo de la notación algebraica, lo que permitió la manipulación y operación de cantidades sin hacer referencia a segmentos y longitudes. Por ejemplo, se encontraron fórmulas para resolver ecuaciones de segundo y tercer grado de forma mecánica mediante algoritmos, los cuales incluían raíces e incluso, en ocasiones, «números no reales» (lo que ahora conocemos como números complejos). Sin embargo, no existía aún un concepto formal de número y se seguía dando primacía a la geometría como fundamento de toda la matemática. Incluso con el desarrollo de la geometría analítica este punto de vista se mantenía vigente, pues Descartes rechazaba la idea que la geometría pudiera fundamentarse en números, puesto que para él la nueva área era simplemente una herramienta para resolver problemas geométricos.
Posteriormente, la invención del cálculo abrió un período de grandes avances matemáticos, con nuevos y poderosos métodos que permitieron por primera vez atacar los problemas relacionados con lo infinito mediante el concepto de límite. Así, un número irracional pudo ser entendido como el límite de una suma infinita de números racionales (por ejemplo, su expansión decimal). Como muestra, el número π puede estudiarse de forma algebraica (sin apelar a la intuición geométrica) mediante la serie:

{\displaystyle \pi =4\left(1-{\frac {1}{3}}+{\frac {1}{5}}-{\frac {1}{7}}+\cdots \right)=4\sum _{k=0}^{\infty }(-1)^{k}{\frac {1}{2k+1}}}

entre muchas otras expresiones similares. Para entonces, el concepto intuitivo de número real era ya el moderno, identificando sin problema un segmento con la medida de su longitud (racional o no). El cálculo abrió el paso al análisis matemático, que estudia conceptos como continuidad, convergencia, etc. Pero el análisis no contaba con definiciones rigurosas y muchas de las demostraciones apelaban aún a la intuición geométrica. Esto conllevó a una serie de paradojas e imprecisiones.

## Notación
Los números reales se expresan con decimales que tienen una secuencia infinita de dígitos a la derecha de la coma decimal, como por ejemplo 324,8232. Frecuentemente se añaden tres puntos al final (324,823211247…) indicando que hay más dígitos decimales, pero que se consideran sin importancia.
Las medidas en las ciencias físicas son siempre una aproximación a un número real. No solo es más conciso escribirlos con forma de fracción decimal (es decir, números racionales que pueden ser escritos como proporciones, con un denominador exacto) sino que, en cualquier caso, cunde íntegramente el concepto y significado del número real. En el análisis matemático los números reales son objeto principal de estudio. Puede decirse que los números reales son la herramienta de trabajo de las matemáticas de la continuidad, como el cálculo y el análisis matemático, mientras que los números enteros lo son de las matemáticas discretas, en las que está ausente la continuidad.
Se dice que un número real es recursivo si sus dígitos se pueden expresar por un algoritmo recursivo. Un número no recursivo es aquel que es imposible de especificar explícitamente. Aun así, la escuela rusa de constructivismo supone que todos los números reales son recursivos.
Los ordenadores solo pueden aproximarse a los números reales por números racionales; de todas maneras, algunos programas de ordenador pueden tratar un número real de manera exacta usando su definición algebraica (por ejemplo, "{\displaystyle {\sqrt {2}}}") en vez de su respectiva aproximación decimal.
Los matemáticos usan el símbolo {\displaystyle \mathbb {R} } (o, de otra forma, {\displaystyle \mathbf {R} }, la letra "R" en negrita) para representar el conjunto de todos los números reales. La notación matemática {\displaystyle \mathbb {R} ^{n}} se refiere a un espacio de {\displaystyle n} dimensiones de los números reales; por ejemplo, un valor {\displaystyle \mathbb {R} ^{3}} consiste de tres números reales y determina un lugar en un espacio de tres dimensiones.
En matemática, la palabra «real» se usa como adjetivo, con el significado de que el campo subyacente es el campo de los números reales. Por ejemplo, matriz real, función real, y Álgebra de Lie real.

## Tipos de números reales

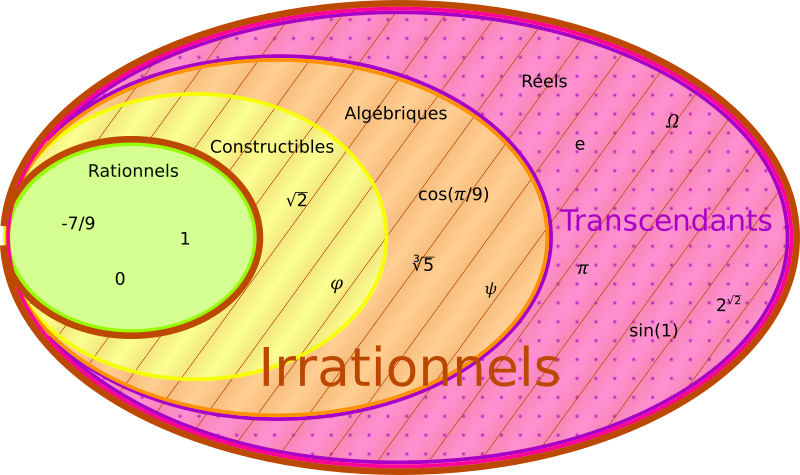
División gráfica de los números irracionales.

### Racionales e irracionales
Un número real puede ser un número racional o un número irracional. Los números racionales son aquellos que pueden expresarse como el cociente de dos números enteros, tal como 3/4, -21/3, 5, 0, 1/2, mientras que los irracionales son todos los demás. Los números racionales también pueden describirse como aquellos cuya representación decimal es periódica después de cierta cantidad de cifras, mientras que los irracionales tienen una expansión decimal aperiódica:
Ejemplos
{\displaystyle {\frac {1}{4}}=0,250000...} es un número racional puesto que es periódico a partir del tercer número decimal .
{\displaystyle {\frac {5}{7}}=0,7142857142857142857...} es racional y tiene un período de longitud 6 (repite 714285) .
{\displaystyle {\frac {{\sqrt[{3}]{7}}+1}{2}}=1{\text{,}}456465591386194\ldots } es irracional y su expansión decimal es aperiódica .
Los conjuntos de los números racionales e irracionales se designan mediante {\displaystyle \mathbb {Q} } e {\displaystyle \mathbb {I} } respectivamente.

### Algebraicos y trascendentes
Otra forma de clasificar los números reales es en algebraicos y trascendentes. Un número es algebraico si existe un polinomio de coeficientes racionales que lo tiene por raíz y es trascendente en caso contrario. Obviamente, todos los números racionales son algebraicos: si {\displaystyle {\frac {p}{q}}} es un número racional, con p entero y q natural, entonces es raíz de la ecuación {\displaystyle qx=p}. Sin embargo, no todos los números algebraicos son racionales.
Ejemplos
El número {\displaystyle {\frac {{\sqrt[{3}]{7}}+1}{2}}} es algebraico puesto que es una raíz del polinomio {\displaystyle 4x^{3}-6x^{2}+3x-4}
Un ejemplo de número trascendente es {\displaystyle \ln 3=1{\text{,}}09861228866811\ldots }
El conjunto de los números algebraicos se designa mediante {\displaystyle \mathbb {A} }.

### Computables e irreductibles
Un número real se dice computable si tiene una complejidad de Kolmogórov finita, es decir, si puede escribirse un programa informático de extensión finita que genere los dígitos de dicho número. Si un número real no es computable se dice irreductible. Una definición de número irreductible es:
El conjunto de números reales computables se designa por {\displaystyle \mathbb {R} _{\rm {comp}}}. Obviamente los racionales y los algebraicos son números computables. De hecho se tiene la siguiente inclusión:

{\displaystyle \mathbb {Q} \subset \mathbb {A} \subset \mathbb {R} _{\rm {comp}}}

Además se tiene que todos estos conjuntos son numerables:

{\displaystyle {\text{card}}|\mathbb {Q} |={\text{card}}|\mathbb {A} |={\text{card}}|\mathbb {R} _{\rm {comp}}|=\aleph _{0}}

Esto implica que el conjunto de todos los números computables es un conjunto de medida nula.

## Construcciones del conjunto de números reales

### Presentación axiomática
Fue propuesto por el matemático alemán David Hilbert. En textos actuales de cálculo y análisis matemático aparecen enunciados equivalentes al de Hilbert.
Existen diferentes formas de construir el conjunto de los números reales a partir de axiomas, siendo la caracterización más común, el conocido como método directo que introduce el sistema (ℝ, +,., ≤), donde los elementos de ℝ se llaman números reales, + y. son dos operaciones en ℝ, ≤ es una relación de orden en ℝ. Se presenta una variante axiomática, mediante las siguientes tres propiedades:
| Un conjunto {\displaystyle (K,+,\cdot ,\leq )} es el conjunto de los números reales si satisface las siguientes tres condiciones: 1. {\displaystyle (K,+,\cdot )} es un cuerpo. 2. {\displaystyle (K,\leq )} es un conjunto totalmente ordenado y el orden es compatible con las operaciones del cuerpo: Si {\displaystyle a\leq b} entonces {\displaystyle a+c\leq b+c}; Si {\displaystyle a\leq b} y {\displaystyle 0\leq c} entonces {\displaystyle ac\leq bc}. 3. El conjunto K es completo: satisface el axioma del supremo: Todo conjunto no vacío y acotado superiormente tiene un supremo. |

- El axioma del supremo es una variante del Principio de Weierstrass, que dice que toda sucesión de números reales acotada superiormente tiene supremo

Las primeras dos condiciones definen el concepto de cuerpo ordenado, mientras que la tercera propiedad es de naturaleza topológica y es la que diferencia al conjunto de los números reales de todos los demás cuerpos ordenados. Hay que hacer notar que, en principio pueden existir diferentes conjuntos que satisfagan las mismas condiciones y que podrían ser diferentes al conjunto de los números reales, pero un teorema establece que si eso sucediera, ambas estructuras serían esencialmente la misma.
| Cualquier cuerpo ordenado que cumpla las tres propiedades mencionadas es isomorfo al conjunto de los números reales. |

En vista de lo anterior podemos hablar de el conjunto de los números reales (y no de un conjunto de números reales) y estableciendo su unicidad se puede usar el símbolo ℝ para representarlo.
Al enunciar la tercera propiedad en ocasiones se especifica que ℝ es completo en el sentido de Dedekind, pues existen otros axiomas que se pueden usar y que, asumiendo las primeras dos condiciones, todos son lógicamente equivalentes. Algunos de estos son:
- (Cauchy) El conjunto K cumple que cualquier sucesión de Cauchy es convergente.
- (Bolzano-Weierstrass) El conjunto K cumple que cualquier sucesión acotada tiene una subsucesión convergente.
- Cualquier sucesión decreciente de intervalos cerrados {\displaystyle I_{1}\supseteq I_{2}\supseteq I_{3}\supseteq \cdots } tiene intersección no vacía.

Cada una de las primeras dos propiedades mencionadas al inicio de la sección corresponden a su vez a otra serie de axiomas, de modo que si se hace un desglose, puede caracterizarse el conjunto de los números reales como un conjunto que satisfaga la siguiente lista de axiomas.
1. Si {\displaystyle x,y\in \mathbb {R} }, entonces {\displaystyle x+y\in \mathbb {R} } (Cerradura en la suma)
2. Si {\displaystyle x,y\in \mathbb {R} }, entonces {\displaystyle x+y=y+x\,} (Conmutatividad en la suma)
3. Si {\displaystyle x,y,z\in \mathbb {R} }, entonces {\displaystyle (x+y)+z=x+(y+z)\,} (Asociatividad en la suma)
4. Existe {\displaystyle 0\in \mathbb {R} } de manera que {\displaystyle x+0=x\,} para todo {\displaystyle x\in \mathbb {R} } (Neutro aditivo)
5. Para cada {\displaystyle x\in \mathbb {R} } existe un elemento {\displaystyle -x\in \mathbb {R} } tal que {\displaystyle -x+x=0\,} (Inverso aditivo)
6. Si {\displaystyle x,y\in \mathbb {R} }, entonces {\displaystyle xy\in \mathbb {R} } (Cerradura en la multiplicación)
7. Si {\displaystyle x,y\in \mathbb {R} }, entonces {\displaystyle xy=yx\,} (Conmutatividad en la multiplicación)
8. Si {\displaystyle x,y,z\in \mathbb {R} }, entonces {\displaystyle (xy)z=x(yz)\,} (Asociatividad en la multiplicación)
9. Existe {\displaystyle 1\in \mathbb {R} }, {\displaystyle (1\neq 0)} de manera que {\displaystyle x\cdot {1}=1\cdot {x}=x\,} para cualquier {\displaystyle x\in \mathbb {R} } (Neutro multiplicativo)
10. Para cada {\displaystyle x\neq 0,x\in \mathbb {R} } existe un elemento {\displaystyle x^{-1}\in \mathbb {R} } tal que {\displaystyle x^{-1}x=1\,} (Inverso multiplicativo)
11. Si {\displaystyle x,y,z\in \mathbb {R} }, entonces {\displaystyle x(y+z)=xy+xz\,} (Distributividad de la multiplicación en la suma)
12. Si {\displaystyle x,y\in \mathbb {R} }, entonces se cumple solo una de estas: (Tricotomía)
  - {\displaystyle x<y\,}
  - {\displaystyle y<x\,}
  - {\displaystyle x=y\,}
13. Si {\displaystyle x,y,z\in \mathbb {R} }, {\displaystyle x<y\,} y {\displaystyle y<z\,} entonces {\displaystyle x<z\,} (Transitividad)
14. Si {\displaystyle x,y,z\in \mathbb {R} } y {\displaystyle x<y\,}, entonces {\displaystyle x+z<y+z\,} (Monotonía en la suma)
15. Si {\displaystyle x,y,z\in \mathbb {R} }, {\displaystyle x<y\,} y {\displaystyle 0<z\,}, entonces {\displaystyle xz<yz\,} (Monotonía en la multiplicación)
16. Si {\displaystyle E\subset \mathbb {R} } es un conjunto no vacío acotado superiormente en {\displaystyle \mathbb {R} }, entonces {\displaystyle E\,} tiene supremo en {\displaystyle \mathbb {R} } (Axioma del supremo)

Los axiomas del 1 al 15 corresponden a la estructura más general de cuerpo ordenado.
El último axioma es el que distingue {\displaystyle \mathbb {R} } de otros cuerpos ordenados como {\displaystyle \mathbb {Q} }. Debe señalarse que los axiomas 1 a 15 no constituyen una teoría categórica ya que puede demostrarse que admiten al menos un modelo no estándar diferente de los números reales, que es precisamente el modelo en el que se basa la construcción de los números hiperreales

### Construcción por números decimales
Consideramos los números decimales como los conocemos intuitivamente. Sabemos que {\displaystyle \pi =3,1415926535897932384626\dots }, es decir, el número π se expresa como el número entero 3 y una secuencia infinita de dígitos 1, 4, 1, 5, 9, 2, etc.
Un número decimal se expresa entonces como {\displaystyle x.d_{1}d_{2}d_{3}d_{4}\dots } donde {\displaystyle x} es un número entero y cada {\displaystyle d_{i}} es un elemento del conjunto {\displaystyle \{0,1,2,3,4,5,6,7,8,9\}}. Además, consideramos que no existen las colas de 9.
Al conjunto de todos los números decimales donde {\displaystyle x} es un número entero positivo se le denota por {\displaystyle \mathbb {R} ^{+}} y se le llama el conjunto de los números reales positivos.
Al conjunto de todos los números decimales donde {\displaystyle x} es un número entero negativo se le denota por {\displaystyle \mathbb {R} ^{-}} y se le llama el conjunto de los números reales negativos.
Al número decimal {\displaystyle 0,00000\dots } se le llama cero.
Al conjunto {\displaystyle \mathbb {R} ^{+}\cup \mathbb {R} ^{-}\cup \{0,00000\dots \}} se le denota por {\displaystyle \mathbb {R} } y se le llama conjunto de números reales.
Se define la relación de orden total de los números decimales como
1. {\displaystyle 0>x\,} para todo {\displaystyle x\in \mathbb {R} ^{-}}
2. {\displaystyle x>y\,} siempre que {\displaystyle x\in \mathbb {R} ^{+}} y {\displaystyle y\in \mathbb {R} ^{-}}
3. {\displaystyle x>0\,} para todo {\displaystyle x\in \mathbb {R} ^{+}}
4. Dados dos números reales cualesquiera {\displaystyle x=a.a_{1}a_{2}a_{3}a_{4}\dots } y {\displaystyle y=b.b_{1}b_{2}b_{3}b_{4}\dots }, {\displaystyle x>y\,} en cualquiera de los casos siguientes:
  - {\displaystyle a>b\,}
  - {\displaystyle a=b\,} y además existe {\displaystyle n\in \mathbb {N} } tal que {\displaystyle a_{i}=b_{i}\,} para todo {\displaystyle 1\leq i<n} y {\displaystyle a_{n}>b_{n}\,}

### Construcción por cortes de Dedekind
Hay valores que no se pueden expresar como números racionales, tal es el caso de {\displaystyle {\sqrt {2}}}. Sin embargo es claro que se puede aproximar {\displaystyle {\sqrt {2}}} con números racionales tanto como se desee. Podemos entonces partir al conjunto de los números racionales en dos subconjuntos {\displaystyle A} y {\displaystyle B} de manera que en el conjunto {\displaystyle A} se encuentran todos los números racionales {\displaystyle x<{\sqrt {2}}} y en {\displaystyle B} todos los números racionales tales que {\displaystyle x>{\sqrt {2}}}.
Un corte de Dedekind es un par ordenado {\displaystyle (A,B)} que hace precisamente esto. Conceptualmente, el corte es el «espacio» que hay entre {\displaystyle A} y {\displaystyle B}. De esta manera es posible definir a {\displaystyle {\sqrt {2}}} como {\displaystyle (A,B)} tal que {\displaystyle A=\{x\in \mathbb {Q} :x^{2}<2\}} y {\displaystyle B=\{x\in \mathbb {Q} :x^{2}>2\}}.
Es posible demostrar que {\displaystyle B} queda unívocamente definido por {\displaystyle A}, de esta manera el corte {\displaystyle (A,B)} se reduce simplemente a {\displaystyle A}.
También es demostrable que el conjunto de todos los cortes cumple con los axiomas de los números reales, de esta manera {\displaystyle \mathbb {R} } es el conjunto de todos los cortes de Dedekind. Esta es la primera construcción formal de los números reales bajo la teoría de conjuntos.

#### Cortaduras en el conjunto R de reales
Un número real {\displaystyle r} determina sobre la recta real una cortadura cuyas clases son {\displaystyle A=\{x/\quad x\leq r\}} y {\displaystyle B=\{x/\quad x>r\}}.

### Construcción por sucesiones de Cauchy
Las sucesiones de Cauchy retoman la idea de aproximar con números racionales un número real.[cita requerida] Tómese por ejemplo, la igualdad
{\displaystyle \sum _{n=0}^{\infty }{\cfrac {4(-1)^{n}}{2n+1}}={\frac {4}{1}}-{\frac {4}{3}}+{\frac {4}{5}}-{\frac {4}{7}}+{\frac {4}{9}}-\dots =\pi }
Es claro que esta suma opera solo con los números racionales de la forma:
{\displaystyle {\cfrac {4(-1)^{n}}{2\,n+1}}}
sin embargo, el resultado final es el número irracional {\displaystyle \pi \,}. Cada vez que se añade un término, la expresión se aproxima más y más a {\displaystyle \pi \,}.
Las sucesiones de Cauchy generalizan este concepto para definir a los números reales. Primero se define una sucesión de números racionales como una función {\displaystyle f:\mathbb {N} \rightarrow \mathbb {Q} \,} en la que se usa la notación {\displaystyle x_{n}:=f(n)}.
Una sucesión de Cauchy es una sucesión de números racionales donde sus elementos cada vez son menos diferentes. Más formalmente, se define una sucesión de Cauchy como una sucesión de números racionales tales que para todo {\displaystyle \epsilon \in \mathbb {Q} ^{+}} existe un {\displaystyle n_{0}\in \mathbb {N} } tal que para todo {\displaystyle m,n\geq {n_{0}}} se cumple {\displaystyle |x_{m}-x_{n}|<\epsilon \,}.
De esta manera es posible definir al número real {\displaystyle \pi } como la sucesión de números racionales:
{\displaystyle x_{i}=\sum _{n=0}^{i}{\cfrac {4(-1)^{n}}{2n+1}}}

#### Definición de los números reales mediante sucesiones de Cauchy
Sea {\displaystyle \Gamma } el conjunto de las sucesiones de Cauchy en {\displaystyle \mathbb {Q} }. Sea la relación {\displaystyle \sim } definida en {\displaystyle \Gamma } por 
{\displaystyle (x_{n})_{n}\sim (y_{n})_{n}\iff \lim _{n\rightarrow \infty }x_{n}-y_{n}=0}
Esta relación {\displaystyle \sim } es una relación de equivalencia en el conjunto {\displaystyle \Gamma } de sucesiones de Cauchy definidas en {\displaystyle \mathbb {Q} }. Llamamos conjunto de los números reales al conjunto cociente {\displaystyle \Gamma /_{\sim }}, en el que se puede definir una relación de orden y una topología. Se demuestra que {\displaystyle \mathbb {Q} } es isomorfo a un subconjunto de {\displaystyle \mathbb {R} }.

#### Axioma de Arquímedes
Sean {\displaystyle a>0,b\in \mathbb {R} } cualesquiera. Entonces existe un número natural {\displaystyle n} tal que {\displaystyle na>b}; esto expresa a su vez que {\displaystyle \lim _{n\rightarrow \infty }{\frac {b}{n}}=0}.

## Operaciones con números reales
Con números reales pueden realizarse todo tipo de operaciones básicas con diversas excepciones importantes:
1. No existen raíces de orden par (cuadradas, cuartas, sextas, etc.) de números negativos en números reales, (aunque sí existen en el conjunto de los números complejos donde dichas operaciones sí están definidas).
2. La división entre cero no está definida (pues cero no posee inverso multiplicativo, es decir, no existe número x tal que 0·x=1).
3. No se puede hallar el logaritmo de un número real negativo ni el 0, cualquiera sea la base de logaritmos, un número positivo distinto de 1.[13]

Estas restricciones tienen repercusiones en otras áreas de las matemáticas como el cálculo: existen asíntotas verticales en los lugares donde el denominador de una función racional tiende a cero, es decir, en aquellos valores de la variable en los que se presentaría una división entre cero, o no existe gráfica real en aquellos valores de la variable en que resulten números negativos para raíces de orden par, por mencionar un ejemplo de construcción de gráficas en geometría analítica.

### Aproximaciones y errores
EL cálculo con números reales suele llevar a resultados de numerosas cifras decimales que son inmanejables, haciéndose necesario optar por aproximaciones que introducen errores.
Por ejemplo, el área de un círculo de 5 metros de radio dependerá del valor que tomemos para el número π:
{\displaystyle A=\pi \cdot r^{2}} 
{\displaystyle A=25\pi } m2
Así, según redondeemos π a las décimas o centésimas:
{\displaystyle A=3.1\cdot 25=77.5} m2

{\displaystyle A=3.14\cdot 25=78.5} m2

## Dos particiones
1. El conjunto de los reales es la unión disjunta de los racionales y de los irracionales
2. El conjunto R es la unión de A y T; A, el conjunto de los reales algebraicos, y T, el conjunto de los trascendentes[14]

### Dos clasificaciones
1. Hay una partición del conjunto de los reales en dos subconjuntos: racionales e irracionales. Todos los racionales son algebraicos y los irracionales pueden ser algebraicos y trascendentes.
2. Hay otra partición del conjunto de los reales en otros dos subconjuntos: algebraicos y trascendentes. Los primeros son racionales e irracionales. Todos los trascendentes son irracionales[2]